# Leigh Teabing
Sir Leigh Teabing, KBE, är en litterär figur och huvudantagonist i Dan Browns bästsäljande spänningsroman Da Vinci-koden (2003) samt i filmatiseringen av denna, där han spelas av Ian McKellen.
Teabing är en brittisk kunglig historiker, riddare, och vän till Harvard-professorn Robert Langdon. Han är oberoende rik och bor utanför Paris i ett slott kallat Château Villette med sin trogna betjänt Rémy Legaludec. Teabing lider av den paralyserande virussjukdomen poliomyelit och även om han bor i Frankrike reser han regelbundet till Storbritannien för att få behandling, då han inte litar på de franska läkarna. Teabing bär metallhängslen och använder kryckor. Det är till honom som Robert Langdon och Sophie Neveu flyr när de ska försöka lösa gåtan med kryptexen. Teabing har nämligen ett passionerat intresse för den heliga graal och visar sig senare i boken vara den så kallade "Läraren" som bland annat förrådde biskop Manuel Aringarosa och lejde Opus Dei-munken Silas till mord under sitt hänsynslösa sökande efter den heliga graal.
Teabing har fått sitt namn från två av författarna till boken Heligt blod, helig Gral, Michael Baigent och Richard Leigh. Teabing är ett anagram för Baigent.